# کوژشن
کوژشن (به لهستانی:  Kurzeszyn) یک روستا در لهستان است که در گمینا راوا مازوویتسکا واقع شده‌است.
 کوژشن  ۶۵۰ نفر جمعیت دارد.